# Palme d'or (Beaucaire)
Pour les articles homonymes, voir Palme d'or (homonymie).
La Palme d'or est une compétition de course camarguaise qui se tient chaque année à Beaucaire, département français du Gard

## Déroulement
Cette compétition, créée en 1928, s'est tenue depuis chaque année, excepté en 1940 et en 1944. Elle se compose d'un concours de manades suivi de la finale de la Palme d'Or proprement dite,,.